# Politik
Politik bezeichnet die Strukturen (Polity), Prozesse (Politics) und Inhalte (Policy) zur Regelung der Angelegenheiten eines Gemeinwesens durch allgemein verbindliche und somit in der Regel auf politischer Macht beruhende Entscheidungen.
Politik regelt dabei insbesondere das öffentliche, aber teilweise auch das private (Zusammen-)Leben der Bürger, die Handlungen und Bestrebungen zur Führung des Gemeinwesens nach innen und außen sowie die Willensbildung und Entscheidungsfindung über Angelegenheiten des Gemeinwesens. Abstrakt formuliert wird in der Politikwissenschaft auch von der „Verteilung von Werten (materiellen wie Geld oder nicht-materiellen wie Demokratie)“ gesprochen.

## Wortherkunft
Der Ausdruck Politik wurde, mit Umwegen über das Lateinische (politica, politicus, woraus auch Politikum abgeleitet ist), nach altgriechisch πολιτικά politiká gebildet. Dieses Wort bezeichnete in den Stadtstaaten des antiken Griechenlands alle diejenigen Tätigkeiten, Gegenstände und Fragestellungen, die das Gemeinwesen – und das hieß zu dieser Zeit: die Polis – betrafen. Entsprechend ist die wörtliche Übersetzung von politiká anzugeben als „Dinge, die die Stadt betreffen“ bzw. die „politischen Dinge“. In dieser Bedeutung ist „Politik“ vergleichbar mit dem römischen Begriff der res publica, aus dem der moderne Terminus der „Republik“ hervorgegangen ist. Eine begriffsgeschichtlich besonders prominente Verwendung fand das Wort als Titel eines Hauptwerks des antiken Philosophen Aristoteles, der Politik (Πολιτικά).

## Politikbegriffe
| Kategorie               | Definition |
| ----------------------- | --- |

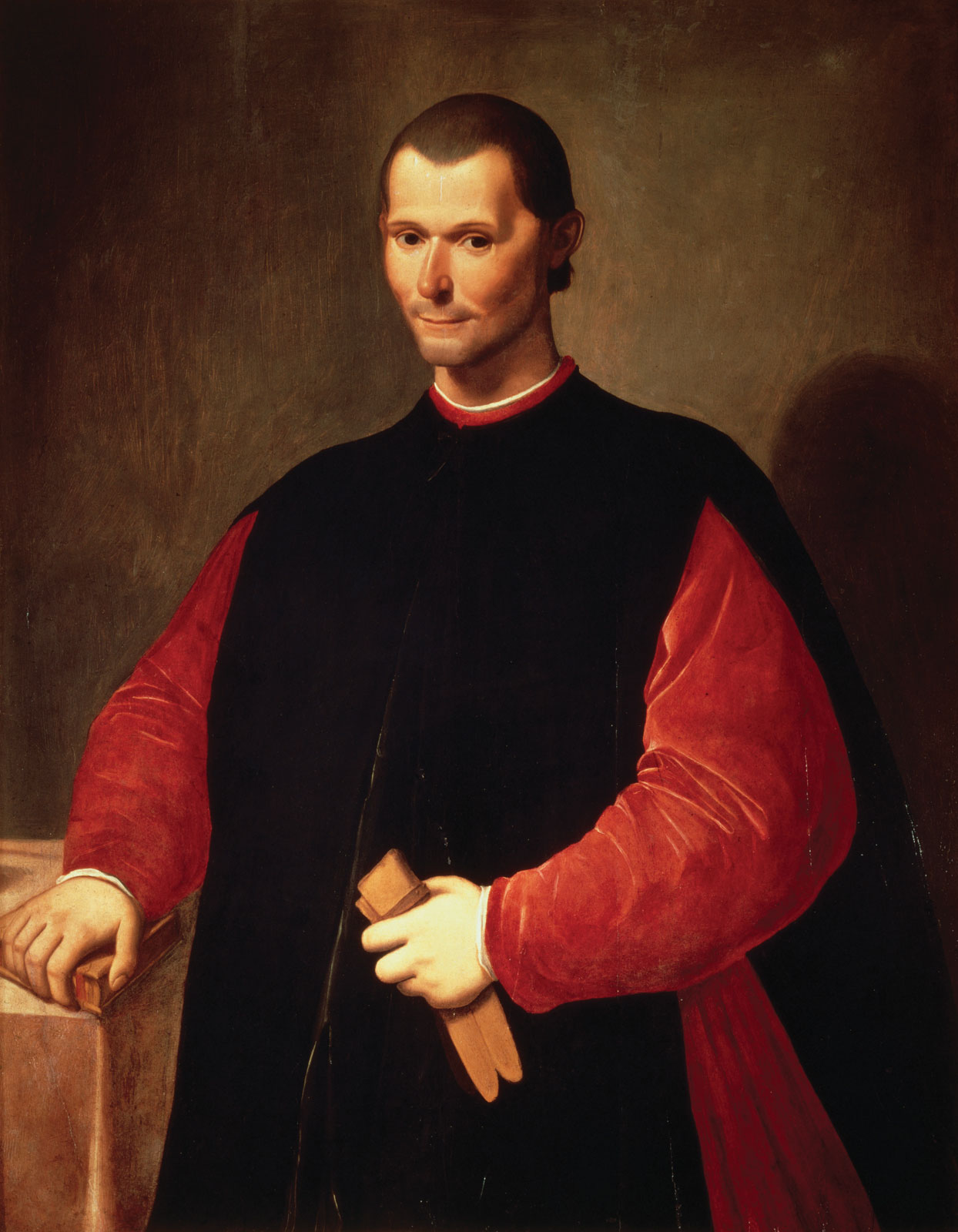
Niccolò Machiavelli in einem Bildnis von Santi di Tito

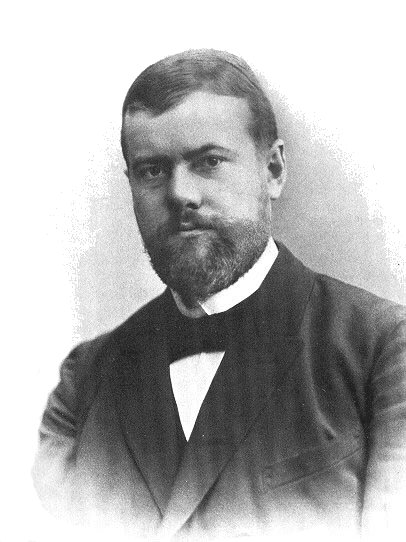
Max Weber (1894)

Systemtheorie Luhmanns

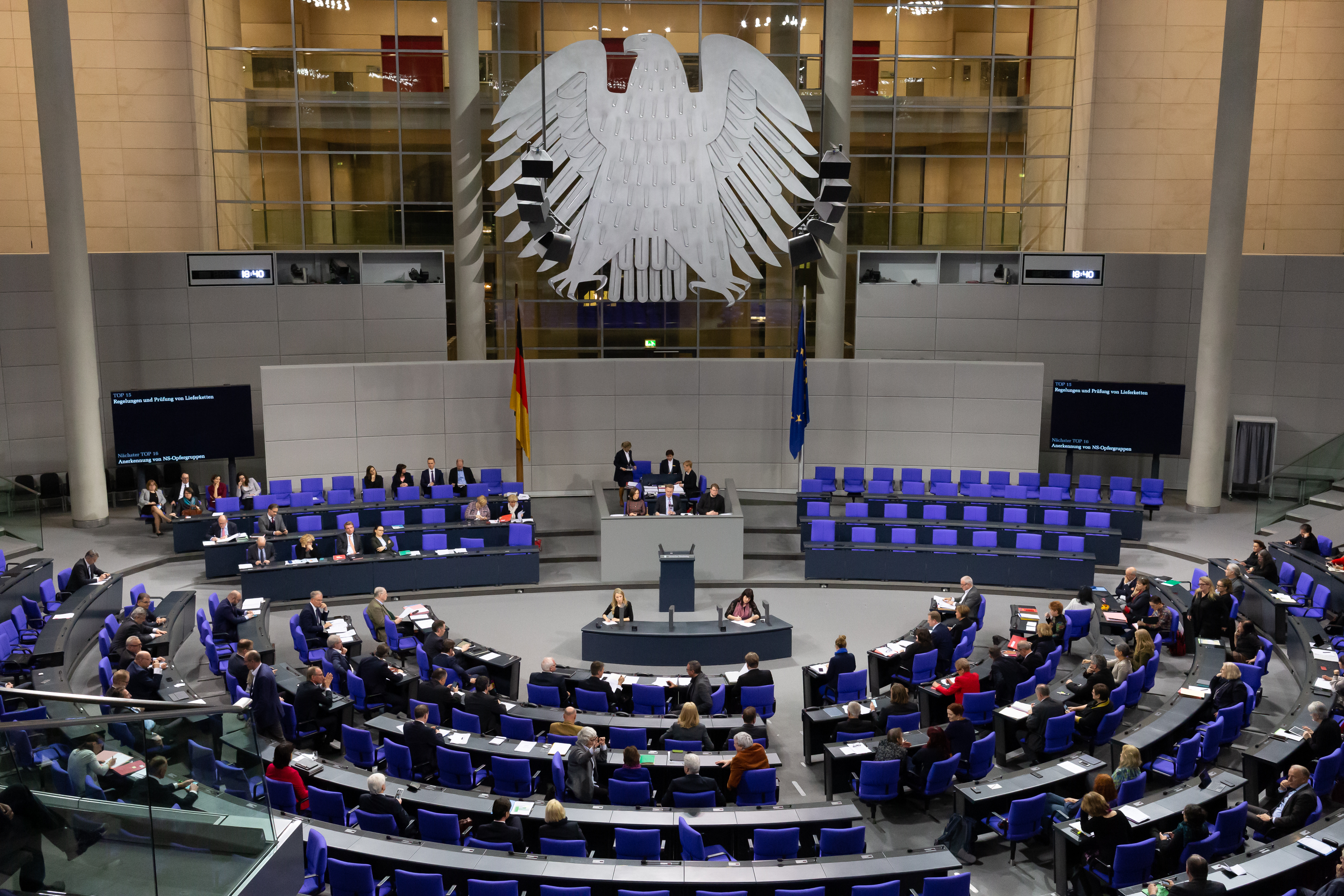
In Demokratien sind Parlamente wichtige Orte der politischen Entscheidungsfindung – hier der Deutsche Bundestag (2020).

| Macht                   | „Politik ist die Summe der Mittel, die nötig sind, um zur Macht zu kommen und sich an der Macht zu halten und um von der Macht den nützlichsten Gebrauch zu machen“ – Machiavelli, um 1515 „Die politische Wissenschaft … lässt sich als derjenige Spezialzweig der Sozialwissenschaften definieren, der sachlich-kritisch den Staat unter seinem Machtaspekt sowie alle sonstigen Machtphänomene unter Einbeziehung sonstiger Zielsetzungen insoweit untersucht, wie diese Machtphänomene mehr oder weniger unmittelbar mit dem Staat zusammenhängen.“ – Ossip K. Flechtheim, 1958, S. 70 „Politik ist das Streben nach Machtanteil oder nach Beeinflussung der Machtverteilung…“ – Max Weber, 1919 |
| Staat                   | „Politik ist die Lehre von den Staatszwecken und den besten Mitteln (Einrichtungen, Formen, Thätigkeiten) zu ihrer Verwirklichung.“ – Brockhaus, Bd. 13. 1903, S. 236 „Politik ist der Komplex sozialer Prozesse, die speziell dazu dienen, das Akzept administrativer (Sach-) Entscheidungen zu gewährleisten. Politik soll verantworten, legitimieren und die erforderliche Machtbasis für die Durchsetzung der sachlichen Verwaltungsentscheidungen liefern.“ – Niklas Luhmann |
| Führung                 | „Unter Politik verstehen wir den Begriff der Kunst, die Führung menschlicher Gruppen zu ordnen und zu vollziehen.“ – Arnold Bergstraesser, 1961 „Politik ist die Führung von Gemeinwesen auf der Basis von Machtbesitz.“ – Werner Wilkens, 1975 |
| Hierarchie / Herrschaft | „Beziehungen der Überordnung und Unterordnung und ihre Auswirkungen auf das Verhalten der Menschen zu untersuchen (ist das Ziel der Politikwissenschaft).“ – Georges Burdeau, 1964, S. 61 |
| Ordnung                 | „Politik ist Kampf um die rechte Ordnung.“ – Otto Suhr, 1950 |
| Frieden                 | „Der Gegenstand und das Ziel der Politik ist der Friede … der Friede ist die politische Kategorie schlechthin.“ – Dolf Sternberger, 1961, S. 18 |
| Freiheit                | „Politische Wissenschaft ist die Wissenschaft von der Freiheit.“ – Franz Neumann, 1950 |
| Demokratie              | „Praktisch-kritische politische Wissenschaft zielt auf eine politische Theorie, die die Befunde der Gesellschaftskritik integriert. Im Begriff der Demokratie gewinnt sie einen Leitbegriff für die Analyse der politisch relevanten Herrschaftsstrukturen der Gesellschaft.“ – Jörg Kammler, 1968, S. 20 |
| Konsens                 | „Politik ist die Gesamtheit aller Aktivitäten zur Vorbereitung und Herstellung gesamtgesellschaftlich verbindlicher und/oder am Gemeinwohl orientierter und der ganzen Gesellschaft zugute kommender Entscheidungen.“ – Thomas Meyer |
| Konflikt                | „Politik (ist) gesellschaftliches Handeln, … welches darauf gerichtet ist, gesellschaftliche Konflikte über Werte verbindlich zu regeln.“ – Gerhard Lehmbruch, 1968, S. 17 „Politik ist die autoritativ (von Regierenden, von Herrschenden) verfügte Verteilung von materiellen und immateriellen Werten in der Gesellschaft.“ – David Easton, 1954/1964 |
| Kampf                   | „Politik ist der Kampf um die Veränderung oder Bewahrung bestehender Verhältnisse.“ – Christian Graf von Krockow, 1976 |
| Klassenkampf            | „Politik (ist) der alle Bereiche des gesellschaftlichen Lebens durchdringende Kampf der Klassen und ihrer Parteien, der Staaten und der Weltsysteme um die Verwirklichung ihrer sozialökonomisch bedingten Interessen und Ziele.“ – Wörterbuch der marxistisch-leninistischen Soziologie. 1969, S. 340 |

Die kontroversen Politikbegriffe und -definitionen können in drei Dimensionen sortiert werden, ohne dass diese sich untereinander ausschlössen.

### Regierungszentriert versus emanzipatorisch
Zu den regierungszentrierten oder gouvernementalen Politikbegriffen gehören die Konzepte Macht, Herrschaft und Führung. Im 19. Jahrhundert galt der Staat und seine Macht (Gewaltmonopol) als das Hauptwesen der Politik. Alle Machtphänomene wurden versucht dem Staat zuzuordnen. In den internationalen Beziehungen ist Macht bis heute einer der Grundpfeiler der Theoriebildung (vgl. zum Beispiel Politischer Neorealismus). Kurt Sontheimer (1962) weist auf die Gefahr hin, dass Politikwissenschaft bei diesem Politikverständnis leicht zum Handlanger der Macht und der Mächtigen werden kann.
Emanzipatorische Politikauffassungen konzentrieren sich dagegen auf Machtbeschränkungen durch Partizipation, Gleichheit und Demokratisierung als Gegengewicht zu einer ordnenden Macht. Dazu gehört auch die kritische Analyse der vorherrschenden Herrschaftsstrukturen und Gesellschaftskritik.

### Normativ versus deskriptiv
Zu den normativen Politikbegriffen lassen sich die Konzepte rechte Ordnung, Frieden, Freiheit und Demokratie zählen und insbesondere auch alle emanzipatorischen Politikdefinitionen. Dabei geht es nicht um die reine Beschreibung politischer Phänomene, sondern es wird ein wertender Soll- oder Zielwert als Hauptkategorie eingesetzt. Das Konzept Freiheit kann zum Beispiel als ein Gegenbegriff zum Konzept Macht oder Herrschaft verstanden werden. Meist werden harmonische Gemeinwohlvorstellungen angeboten, die sich nur schwer mit den heutigen pluralistischen Gesellschaftsbedingungen vereinbaren lassen. Ein spezielles Problem der Kategorie Frieden ist, dass sie nicht bloß die Abwesenheit von Gewalt, sondern auch den Abbau von Ungleichheiten meinen kann.
Die rein deskriptiven, also beschreibenden, Politikvorstellungen lehnen Sollwerte als Wesen der Politik ab. Zu ihnen zählen die in der Einleitung gegebene Politikdefinition, diejenige von Lehmbruch und die von David Easton (authoritative allocation of values; Systemtheorie). Ebenso wie die regierungszentrierten, Macht betonenden Politikbegriffe stehen diese in Gefahr, den Status quo zu stabilisieren und den gerade Herrschenden zu nutzen.

### Konfliktorientiert versus konsensbezogen
Konfliktorientierte Politikbegriffe gehen von der Existenz von Konflikten als unabänderlichen und notwendigen Erscheinungen des politisch-sozialen Lebens aus. Diese Konflikte müssten durch die politischen Prozesse geregelt werden. Die Voraussetzung für die Verwendung der Kategorie Konflikt ist, dass eine hinreichend flexible und stabile Gesellschaftsstruktur vorhanden ist, die die friedliche Konfliktaustragung zwischen den verschiedenen sozialen Gruppen mit ihren divergierenden Interessen ermöglicht. Zu den konfliktorientierten Politikbegriffen gehören neben dem deskriptiven systemtheoretischen Politikverständnis auch die Konflikttheorien von Ralf Dahrendorf und Lewis Coser, die Konflikte als die Triebkräfte jedes sozialen Wandels begreifen. Auch der marxistische Politikbegriff fußt auf Konflikt als Grundkategorie, nämlich dem Kampf der Klassen und ihrer Parteien um die Durchsetzung ihrer primär sozialökonomisch bedingten Interessen.
Im Gegensatz dazu ist bei konsensbezogenen Politikbegriffen das gesellschaftliche Gemeinwohl nur durch Konsens herstellbar. Zu diesen Politikbegriffen zählt neben dem klassischen emanzipatorischen Politikverständnis Jean-Jacques Rousseaus auch der Politikbegriff von Thomas Meyer.

## Mehrdimensionaler Politikbegriff der jüngeren politikwissenschaftlichen Diskussion
| \| \| \| \| \| \| \| \| \| Politik \| \| \| \| \| \| \| \| \| \| \| \| \| \| \| \| \| \| \| \| \| \| \| \| \| \| \| \| \| \| \| \| \| \| \| \| \| \| \| \| \| \| \| \| \| \| \| \| \| \| \| \| \| \| \| \| \| \| \| \| \| Polity Strukturen \| Polity Strukturen \| Polity Strukturen \| Polity Strukturen \| Polity Strukturen \| Polity Strukturen \| \| \| Politics Prozesse \| Politics Prozesse \| Politics Prozesse \| Politics Prozesse \| Politics Prozesse \| Politics Prozesse \| \| \| Policy Inhalte \| Policy Inhalte \| Policy Inhalte \| Policy Inhalte \| Policy Inhalte \| Policy Inhalte \| |                   |                   |                   |                   |                   |  |  |                   |                   |                   |                   |                   |                   |  |  |                |                |                |                |                |                |
| |                   |                   |                   |                   |                   |  |  | Politik           |                   |                   |                   |                   |                   |  |  |                |                |                |                |                |                |
| |                   |                   |                   |                   |                   |  |  |                   |                   |                   |                   |                   |                   |  |  |                |                |                |                |                |                |
| |                   |                   |                   |                   |                   |  |  |                   |                   |                   |                   |                   |                   |  |  |                |                |                |                |                |                |
| Polity Strukturen | Polity Strukturen | Polity Strukturen | Polity Strukturen | Polity Strukturen | Polity Strukturen |  |  | Politics Prozesse | Politics Prozesse | Politics Prozesse | Politics Prozesse | Politics Prozesse | Politics Prozesse |  |  | Policy Inhalte | Policy Inhalte | Policy Inhalte | Policy Inhalte | Policy Inhalte | Policy Inhalte |

Auch ohne Entscheidung über die Hauptkategorie von Politik kann man drei Dimensionen unterscheiden, die uns eine begriffliche Klärung und Unterscheidung der komplexen Wirklichkeit der in verschiedener Gestalt auftretenden Politik ermöglichen. Dafür haben sich im deutschsprachigen Raum die englischen Bezeichnungen Policy, Politics und Polity eingebürgert.

### Policy: normative, inhaltliche Dimension
Unterschiedliche normative Vorstellungen (wie etwas sein sollte) über den Inhalt, also Aufgaben und Ziele, von Politik, führen aufgrund begrenzter Mittel (Ressourcenknappheit) dazu, dass nicht alle Wünsche befriedigt werden können. Es kommt zu Interessenkonflikten innerhalb der unterschiedlichsten Politikbereiche, wie Sicherheitspolitik, Wirtschaftspolitik, Sozialpolitik und viele weiteren. Diese Konflikte müssen im Sinne der Stabilität des politischen Systems durch Kompromisse und folgende allgemeinverbindliche Entscheidungen vermittelt werden.
Policy steht also für die inhaltliche Dimension der Politik. Bezüglich der Politik einer Partei oder Regierung umfasst der Begriff, was diese zu tun beabsichtigt bzw. auch tut. Dazu gehören neben den von einer Regierung vergebenen und bewilligten materiellen Gütern auch immaterielle Aspekte. Da aber die allermeisten Maßnahmen der Politik eine materiell-ökonomische Seite besitzen, können die öffentlichen Haushalte oder die eingebrachten Haushaltsentwürfe einen Eindruck geben welche policy ein Land bzw. eine Regierung umsetzt.
Wenn im Alltag von „guter“ und „schlechter Politik“ gesprochen wird, dann ist damit in der Regel die policy der Regierung gemeint. Insofern als die Bevölkerung damit beurteilt, was bei einer bestimmten Politik für wen dabei herauskommt, ist dies die Sicht der von politischen Entscheidungen Betroffenen. Die Beurteilungskriterien sind dabei in den pluralistischen Gesellschaften allerdings in der Regel sehr verschieden, abhängig von den jeweiligen Wert- und Gerechtigkeitsvorstellungen, abhängig davon, mit welchen gesellschaftlichen Gebilden (einer bestimmten gesellschaftlichen Gruppe oder Klasse, der Nation oder einem über die Landesgrenzen hinausreichenden gesellschaftlichen Kollektiv) sich identifiziert wird.
Da es in der policy stets um gesellschaftliche Inhalte, Werte und Interessen geht, geht es nie nur um die Antwort auf die Frage nach der besten Politik. Vielmehr stehen auch die an politischen Entscheidungsprozessen Beteiligten und die Konsequenzen der Entscheidung für den Einzelnen im Fokus der Analyse. Ebenfalls relevant ist die Frage nach den Begünstigten und den Belasteten.
Kategorien: Politisches Problem; Programme, Ziele, Lösungen; Ergebnisse der Politik; Bewertung der Politik
Bereiche der Gesamtpolitik
nach der räumlichen Abgrenzung:
- Bundespolitik
- Europapolitik
- Kommunalpolitik
- Landespolitik
- Metropolenpolitik
- Mikropolitik
- Staatspolitik
- Stadtpolitik[7]
- Weltpolitik

nach Sachgebieten:
- Abfallpolitik[8]
- Anleihenpolitik[9]
- Antidiskriminierungspolitik[10]
- Arbeiterschutzpolitik[11]
- Arbeitsmarktpolitik
- Armutspolitik[12]
- Asylpolitik[13]
- Ausländerpolitik
- Außenpolitik
- Bankenpolitik[14]
- Baupolitik[15]
- Beamtenpolitik[16]
- Behindertenpolitik
- Bildungspolitik
- Bürgerpolitik[17]
- Demografiepolitik,[18] Demografiepolitikziel
- Digitalisierungspolitik[19][20]
- Drogenpolitik
- Eisenbahnpolitik[21]
- Energiepolitik
- Entschädigungspolitik
- Entwicklungspolitik
- Erdölpolitik[22]
- Erinnerungspolitik[23]
- Familienpolitik
- Filmpolitik[24]
- Finanzpolitik
- Flüchtlingspolitik[25]
- Forschungspolitik
- Forstpolitik[26]
- Frauenpolitik
- Gaspolitik[27]
- Geburtenpolitik
- Gleichstellungspolitik
- Gesundheitspolitik
- Gewerkschaftspolitik
- Grenzpolitik[28]
- Grundstückspolitik[29]
- Impfpolitik[30]
- Informationspolitik[31]
- Innenpolitik
- Innovationspolitik[32]
- Integrationspolitik[33]
- internationale Kulturbeziehungen
- Internationale Politik
- Investitionspolitik[34]
- Jagdpolitik[35]
- Jugendpolitik
- Justizpolitik
- Landwirtschaftspolitik
- Kinderpolitik[36]
- Kirchenpolitik[37]
- Kohäsionspolitik[38]
- Kohlepolitik[39][40]
- Kriegspolitik[41]
- Krisenpolitik[42]
- Kulturpolitik
- Lohnpolitik
- Medienpolitik
- Mietenpolitik[43]
- Migrationspolitik[44]
- Militärpolitik
- Minderheitenpolitik
- Musikpolitik[45]
- Polizeipolitik[46]
- Rechtspolitik
- Rohstoffpolitik[47]
- Rückkehrpolitik[48]
- Rüstungspolitik[49]
- Sammlungspolitik[50]
- Schulpolitik
- Schutzpolitik[51]
- Sicherheitspolitik
- Sozialpolitik
- Sportpolitik
- Sprachpolitik
- Steuerpolitik
- Straßenpolitik[52]
- Sündenbockpolitik[53]
- Technologiepolitik
- Tierschutzpolitik[54]
- Umweltpolitik
- Verbraucherschutzpolitik
- Verfassungspolitik[55]
- Verkehrspolitik
- Versicherungspolitik[56]
- Versöhnungspolitik[57]
- Verteidigungspolitik
- Verwaltungspolitik[58]
- Visapolitik[59]
- Wachstumspolitik[60]
- Waffenpolitik[61]
- Wirtschaftspolitik
- Wissenschaftspolitik
- Zukunftspolitik[62]

### Politics: prozessuale Dimension
Die ablaufenden politischen Willensbildungs- und Interessenvermittlungsprozesse prägen die möglichen Ergebnisse der policy maßgeblich. Besonders Macht und ihre Durchsetzung im Rahmen der formellen und informellen Regeln bestimmen diese politics-Prozesse (Regierungskunst im weitesten Sinne) zusätzlich. In liberal-demokratischen Systemen (moderne Demokratie, mit Rechtsstaat und Marktwirtschaft) wird die Akzeptanz der Kompromissbildung dadurch erhöht, dass frühzeitig neben den Parteien auch gesellschaftliche Interessengruppen (Lobbyverbände wie Gewerkschaften und Unternehmensverbände) und Einzelpersonen in den Prozess der Entscheidungsfindung eingebunden werden.
Bei der Entwicklung und Beeinflussung der policy zeigt sich die Politik von ihrer konflikthaften Seite, dem Kampf um Macht und Einfluss der verschiedenen Gruppen und Personen. Damit inhaltliche Handlungsprogramme umgesetzt werden können, bedarf es neben der Erringung, dem Erhalt und dem Ausbau von Machtpositionen, auch der geschickten Auswahl des politischen Führungspersonals, der Formulierung der Wünsche und Interessen der gesellschaftlichen Gruppen, der Abstimmung mit anderen Forderungen und Interessen, um so ein umfassendes Handlungsprogramm anbieten zu können und wählbar zu sein. Dies erfordert die ständige Berücksichtigung anderer Menschen (Wähler, Parteikollegen usw.), deren mögliche Reaktionen bei der Erstellung und Durchführung der policy von vornherein mit einkalkuliert, antizipiert, werden müssen. Gerade in demokratischen Systemen geht es also auch immer um das Sammeln von Zustimmung und Einwilligung zu den Handlungsprogrammen.
Für die Politiker selbst ist aber daher auch der Aspekt des Kampfes um Entscheidungsbefugnis, welches mehr umfasst als die Erlangung der staatlichen Machtpositionen, entscheidend. Denn im Gegensatz zu typischen Verwaltungsbeamten, deren Kompetenzbereich klar über das Amt geregelt ist, muss sich der Politiker diesen Bereich erst erarbeiten und dann behaupten. Daher ist es für ihn zu wenig, nur die rein sachlichen Gesichtspunkte bei seiner Entscheidungsfindung zu berücksichtigen. Die Aspekte des Machterwerbs und des Machterhalts sind gerade in demokratischen, eben responsiven, Systemen besonders wichtig; insofern ist gerade die Demokratie eine hochpolitische Regierungsform.
Politics spielt aber auch in autoritären Systemen eine Rolle, in denen die Führer weniger Rücksicht auf die Bevölkerung nehmen müssen. Solange die Handelnden unter einem gewissen Zwang zur Rücksichtnahme auf andere Akteure stehen und versuchen müssen, Zustimmungsbereitschaft zu erzeugen, mit welchen Mitteln auch immer, kann von politics gesprochen werden. Auf welche Art die Zustimmung geschaffen wird (Interessenberücksichtigung, Kompromiss, Überzeugung, Zwang usw.) kann dann durchaus für eine Beurteilung von Politik als „gut“ oder „schlecht“ dienen. „Unter einem ‚klugen und geschickten Politiker‘ verstehen wir offensichtlich nicht einfach einen ‚guten Fachmann‘, der viel von der Sache versteht – wenn er auch das tut, umso besser –, sondern eine Person, die die Fähigkeit hat, Menschen dazu zu bringen, bestimmten Handlungsprogrammen zuzustimmen und Folge zu leisten.“
Dabei kann zwischen policy und politics nicht immer streng getrennt werden. Es gibt nicht erst ein inhaltliches Programm und dann das Bemühen um Zustimmung zu diesem. Die politische Gruppenbildung (Interessenkoalitionen) findet in Wechselwirkung mit der Programmentwicklung statt. So wird eine die Regierungsmacht anstrebende politische Partei, die gewisse gesellschaftliche Reformen beabsichtigt (oder verhindern möchte), in der Regel auch weitere Programmpunkte vertreten, die ihr zwar weniger wichtig sind, aber für die Chance auf Gewinn der Regierungsmehrheit als notwendig erachtet werden. Dies ist von der „Regierungskunst“ nicht zu trennen. Die gedankliche Unterscheidung von policy und politics rechtfertigt sich dadurch, dass es uns erlaubt, „Ordnung in unser Nachdenken über das Politische zu bringen.“
Kategorien: politische Akteure, Beteiligte und Betroffene; Partizipation; Konflikte; Kampf um Machtanteile und um Entscheidungsbefugnis; Interessenvermittlung, -artikulation, -auswahl, -bündelung, -durchsetzung; Legitimationsbeschaffung durch Verhandlungen, Kompromisssuche, Konsensfindung

### Polity: formale, institutionelle Dimension
Die Verfassung, die geltende Rechtsordnung und Traditionen bestimmen die in einem politischen System vorhandenen Institutionen wie zum Beispiel Parlamente und Schulen. Dadurch wird die Art und Weise der politischen Willensbildung geprägt und der Handlungsspielraum der anderen Dimensionen beeinflusst. Politik im Sinne von policy und politics vollzieht sich stets innerhalb dieses Handlungsrahmens. Dieser ist nicht unveränderbar, aber doch so stabil, dass er nicht beliebig und jederzeit zur Disposition steht.

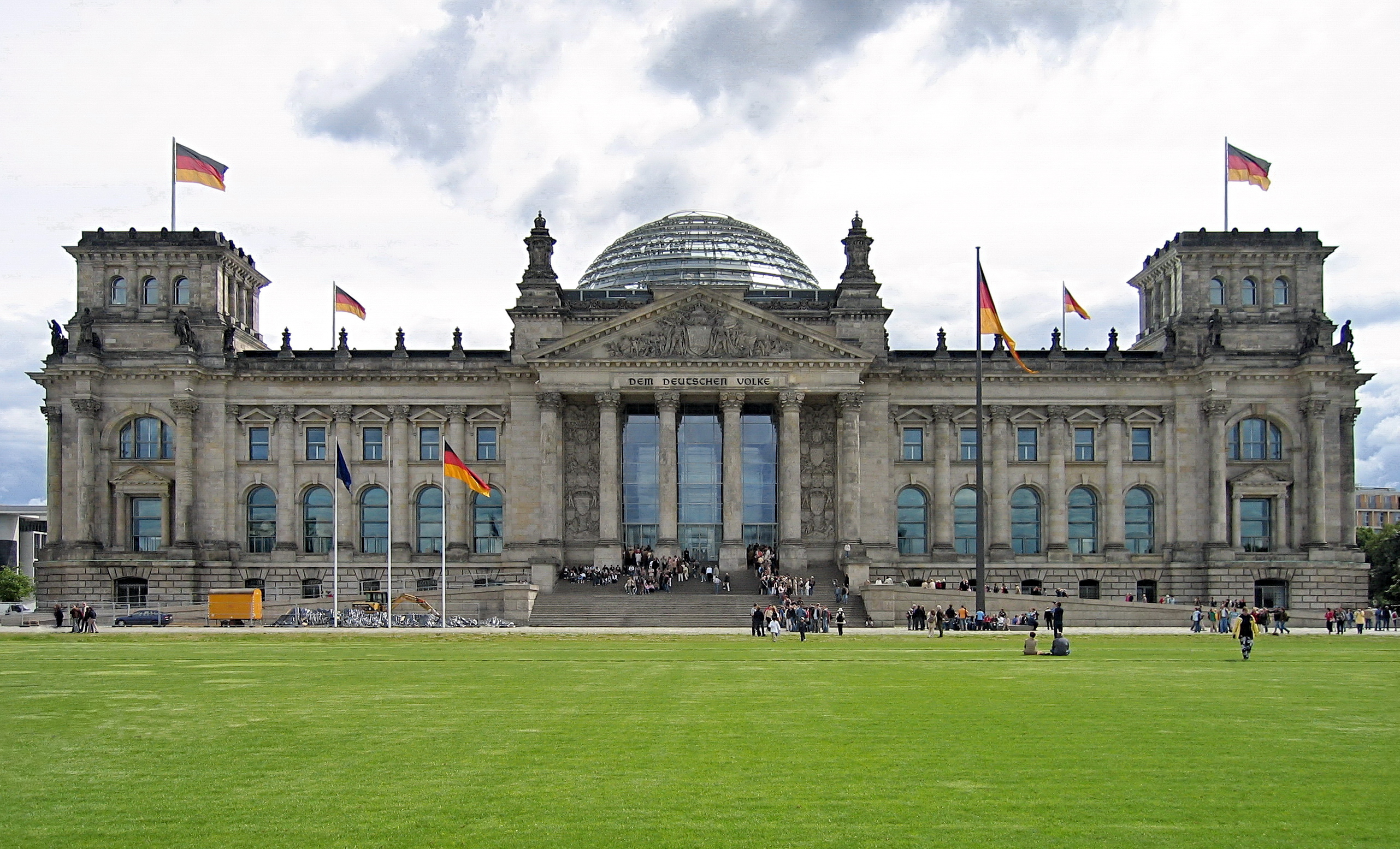
Parlament: der Deutsche Bundestag im Reichstagsgebäude in Berlin

In (modernen) Staaten drückt sich dieser zunächst einmal durch die Verfassung aus, welche hier allgemein als grundlegende Organisationsform, die das Verhältnis der Staatsorgane untereinander regelt, verstanden wird, und nicht die schon inhaltlich bestimmte Vorstellung des „Verfassungsstaats“ meint, welcher schon mit konkreten Ordnungsvorstellungen wie Rechtsstaatlichkeit, Gewaltenteilung und Garantie von Freiheits- und Bürgerrechten verbunden ist. Ferner geht die polity als Organisationsform auch über den Inhalt der geschriebenen Verfassung im engeren Sinn hinaus und umfasst auch weitere grundlegende Gesetze wie beispielsweise in der Bundesrepublik Deutschland das Bundeswahlgesetz oder die Bestimmungen, die das Verhältnis von Parlament und Regierung, Regierung und Verwaltung, Bund und Ländern regeln.
Zur polity gehören auch die Grenzen, die dem politischen Handeln gesetzt sind (beispielsweise durch die Bürgerrechte, die Bürgerdefinition oder die Staatsgrenzen). Eine solche staatliche „Verfassung“ beruht also auch auf einer Einheit (Volk oder Bürgerbevölkerung), die durch diese „verfasst“ wird. Somit gehört zur polity auch der Aspekt der Abgrenzung.
Neben die offiziellen, geschriebenen Regelwerke (Verfassung, Gesetze) tritt auch die jeweilige Politische Kultur eines Landes; man sprach auch schon von einer „doppelten politischen Verfassung“. So kann die geschriebene Verfassung eine parlamentarische Demokratie vorsehen, aber das Desinteresse der Bevölkerung oder der Missbrauch durch die Regierenden die tatsächliche Verfasstheit des Staates als autoritär begründen. Gerade die nach 1945 versuchte, allzu einfache Übertragung von westlichen Verfassungsvorstellungen auf Länder der Dritten Welt hat dies durch ihr teilweise grandioses Scheitern gezeigt. Rechtliche Regelungen und politische Institutionen allein, egal wie ausgeklügelt das politische Institutionensystem auch sein mag, genügen nicht zur Stabilisierung eines politischen Systems und zur Erklärung der tatsächlichen Funktionsweise. Gesellschaftliche Normen und Sitten, zum Beispiel die Anerkennung faktenbasierter Tatsachen im politischen Diskurs oder den politischen Gegner nicht unter die Gürtellinie zu schlagen, sind meist wichtiger für das Fortbestehen guter politischer Umgangsformen und damit für die Stabilität des politischen Systems als die Möglichkeiten, gegen politische Verleumdungen gerichtlich, also im Rahmen der geschriebenen Verfassung, vorgehen zu können. Zur politischen Kultur einer Gesellschaft gehören die typischen politischen Orientierungs- und Verhaltensmuster der Menschen.
Kategorien: Internationale Abkommen und Regelungen; Grundgesetz; Zentrale Verfassungsprinzipien; politische Institutionen; Gesetze und Rechtsnormen; Politische Kultur

## Zivilitätstheoretische Diskussion des mehrdimensionalen Politikbegriffs
Nach der Theorie der zivilen Moderne von Volker von Prittwitz zeichnen sich zivile Ordnungen durch mehrdimensionale Koordination aus. Dabei werden freund/feind-, macht- und interessenlogische Interaktionsformen durch gemeinsam anerkannte Regeln aller Beteiligten gebunden (Bound Governance). Nur in solchen Ordnungen besteht eine unabhängige Polity-Dimension, und nur in deren Schutz, so im Schutz der Menschenrechte, können Sachpolitiken (Policies) frei entwickelt und diskutiert werden. Damit korrespondiert die Policy/Politics/Polity-Trias, die sich seit den 1980er Jahren in der Politikwissenschaft hochentwickelter Industrieländer ausbreitet, mit der Entwicklung der zivilen Moderne.
In vormodernen Gesellschaften und in Ländern unziviler (lediglich technischer) Moderne dominieren dagegen eindimensionale Politikformen, in denen die Herrschenden auch in geltende Verfahren, geltendes Verfassungs- und Gesetzesrecht sowie in Verläufe sachpolitischer Diskussion durchgreifen können. Polity und Policies bilden hier also keine unabhängigen Politikdimensionen, sondern reflektieren lediglich aktuelle Macht- und Interessenkonstellationen. Vollständig verloren geht mehrdimensionale Politik, wenn die Freund/Feind-Logik zwingend herrscht; denn die Logik des Kriegs widerspricht prinzipiell einem Politikmodell, in dem alle Beteiligte bei gemeinsam anerkannten Regeln zu gemeinsam anerkannten Beschlüssen kommen.
Da auch ein entfaltetes mehrdimensionales System politischer Willensbildung und Entscheidungen wieder untergehen kann, ist politische Zivilität nie völlig sichergestellt. Vielmehr findet – häufig latent – ein ständiger Kampf um die zivile Moderne statt. Dies gilt für innenpolitische Konflikte, etwa zwischen demokratischer Öffentlichkeit, Populismus, Fundamentalismus und Extremismus; es gilt für Konflikte um Staatsgründung und staatliche Separation (Separationskrieg versus einvernehmliche Differenzierung), und es gilt für das Spannungsfeld zwischen dem UN-Konzept Herrschaft des Rechts (auf Grundlage der Menschenrechte) und dem Streben nach absoluter Macht, unilateralen Interessenstrategien und Freund/Feind-Mustern zwischen Kulturen wie Staaten.

## Abgrenzung von Politisch und Sozial – Politik im engeren und weiteren Sinn
Politische Fragen tauchen zwar meist im Zusammenhang mit Sachfragen auf, aber sie können nicht von Fachleuten rein wissenschaftlich, technokratisch entschieden werden. Zur Beantwortung sind immer normative Grundentscheidungen und Abwägungen von prinzipiell gleichberechtigten Ansprüchen nötig, bei denen es kein Richtig oder Falsch im Sinne absoluter Wahrheit gibt. Bei politischen Fragen geht es immer auch um Fragen des menschlichen Zusammenlebens. Daher spielen bei der Beantwortung neben subjektiven Meinungen und Überzeugungen über unsere Interessen und Rechte auch der Wille, diese durchzusetzen, eine Rolle. Als der beste Agent unserer eigenen Interessen sieht die liberale Demokratietheorie dabei uns selbst an, daher die Notwendigkeit von Grundrechten der politischen Mitwirkung. Politische Fragen sind also normative Fragen, die nicht wissenschaftlich entscheidbar sind (siehe Politische Theorie und Wissenschaftstheorie).
Doch nicht alle zwischenmenschlichen Probleme sind auch politische Probleme. Als menschliches Handeln definiert man allgemein ein Verhalten, mit dem der Handelnde einen subjektiven Sinn verbindet, und soziales Handeln als Handeln, dessen gemeinter Sinn auf das Verhalten anderer bezogen ist (Max Weber). Dazu benötigen Menschen Empathie, die Fähigkeit, sich in den Interaktionspartner hineinzuversetzen und die Situation „mit seinen Augen“ zu sehen.
Dieses Soziale wird nun politisch, sobald das Zusammenleben der Menschen als solches zum Problem wird (konfliktorientierter Politikbegriff). In allen sozialen Beziehungen (Freundeskreis, Kollegen usw.) kann ein spezifisches Vorgehen nötig werden, um Konflikte zu regeln. Alle Anstrengungen, die zu einer Vermittlung und Regelung führen (sollen), kann man als Politik im weiteren Sinne bezeichnen. Diese Art Politik ist aber nicht der eigentliche Zweck dieser informellen Gruppen und sozialen Organisationen (zum Beispiel Sportverein).
Erst auf der Ebene der nicht mehr auf persönlicher Bekanntschaft aufbauenden, anonymen Gesellschaft wird Politik auch zum eigentlichen Zweck, weil das Zusammenleben der vielen sozialen Gruppen, Interessen und Weltanschauungen stets konfliktanfällig ist und der Regelung bedarf. Alles soziale Handeln, das gesamtgesellschaftlich verbindliche Regelungen bezweckt, wird als Politik im engeren Sinne bezeichnet.

## Kurze Entwicklungsgeschichte wichtiger politischer Konzeptionen

### Altertum
Früh befassten sich Gelehrte damit, wie Politik auszusehen hat; dabei standen die Fragen „Was ist eine gute und gerechte Staatsordnung?“ und „Wie erlangt man wirklich Macht im Staat?“ im Mittelpunkt der Diskussion. Schon im Altertum verglich beispielsweise Aristoteles (384 bis 322 v. Chr.) alle ihm bekannten Verfassungen (Politische Systeme) und entwickelte eine auch heute viel zitierte Typologie in seinem Werk Politik. Er ist der erste Philosoph im Abendland, der das politische Vermögen und des Menschen in fachspezialiserter Abgrenzung zu den anderen Arten der Tiere herauszuarbeiten beginnt. Neben der Anzahl der an der Macht Beteiligten (einer, wenige, alle) unterschied er zwischen einer guten gemeinnützigen Ordnung (Monarchie, Aristokratie, Politie) und einer schlechten eigennützigen Staatsordnung (Tyrannis, Oligarchie, Demokratie). Erste geschriebene Gesetze belegen, dass Politik sich nicht nur mit den Herrschenden, sondern auch früh schon mit sozialen Regeln befasste, die bis heute überliefert wurden. Der Codex Hammurapi (Babylon, etwa 1700 v. Chr.) oder das Zwölftafelgesetz (Rom, etwa 450 v. Chr.) sind Beispiele verbindlicher Regeln, die sicher als Ergebnis von Politik gewertet werden können. Befasst man sich mit den Politikern der Römischen Republik und dem Römischen Kaiserreich, erkennt man viele Elemente damaliger Politik auch heute noch. Es wurde mit Kreide Wahlwerbung an die Hauswände geschrieben (etwa in Pompeji). Es gab einen komplexen Regierungsapparat und hitzige Rivalität zwischen den Amtsträgern. Korruption war ein Thema der Gesetzgebung und römischer Gerichtsverhandlungen. Briefe Ciceros an einen Verwandten belegen, wie gezielt die Wahl in ein Staatsamt auch taktisch vorbereitet wurde.

### Mittelalter
Mit dem Verfall des Römischen Reiches verlor Politik in Europa wieder an Komplexität, die Gemeinwesen wurden wieder überschaubarer und Konflikte kleinräumiger. In der Zeit der Völkerwanderung und des frühen Mittelalters war Politik mehr kriegerische Machtpolitik und weniger durch Institutionen und allgemein akzeptierte Regeln geprägt. Je stärker der Fernhandel, Geld und Städte wieder an Bedeutung gewannen, desto mehr wurden wieder feste Machtzentren gebraucht und desto wichtiger wurden Institutionen. Beispielsweise bildete sich die Hanse als Interessen- und Machtverbund einflussreicher sich selbst regierender Städte. Wichtiges relativ konstantes Machtzentrum war die katholische Kirche. Aus sozialen Gemeinschaften, die bestimmten Führern die Treue schworen (Personenverband), wurden langsam Erbmonarchien mit festen Grenzen.

### Neuzeit
In Frankreich entwickelte sich der Urtypus des absolutistischen Herrschers, in England entstand die an Recht und Gesetz gebundene konstitutionelle Monarchie. Dort waren bald auch die wohlhabenden Bürger offiziell an der Politik beteiligt. Mit der Zeit wurde dann das Zensuswahlrecht auf größere Teile der Bevölkerung ausgeweitet. In der Zeit der Aufklärung erdachten Gelehrte neue Modelle der Staatskunst. Statt Niccolò Machiavellis Modell der absoluten Macht, das er in seinem Buch Der Fürst (Il Principe) darstellte, definierte John Locke das Modell der Gewaltenteilung. Die Bürgerlichen Freiheiten wurden von verschiedenen politischen Philosophen gefordert. Mit Thomas Jeffersons Menschenrechtserklärung und der US-amerikanischen Verfassung begann die Zeit der modernen Verfassungsstaaten. Die Französische Revolution und die Feldzüge Napoleons wälzten Europa um. Mit dem Code civil in Frankreich wurde das erste Gesetzbuch auf Basis der Menschenrechte eingeführt. Überall fielen allmählich die Standesschranken. Politik wurde zu einer Angelegenheit des ganzen Volkes. Es entstanden Parteien, die zuerst von außen eine Opposition organisierten, um später selbst die Regierung zu stellen. Einige Parteien wie die SPD oder später die Grünen entstanden aus sozialen Bewegungen wie der Arbeiterbewegung oder der Anti-Atom- und Friedensbewegung, andere formierten sich vor einem religiösen Hintergrund (Zentrum).
Im 20. Jahrhundert kam es schließlich zur Herausbildung internationaler Organisationen mit zunehmendem Einfluss auf die Politik. Der erste Versuch, im sogenannten Völkerbund eine Völkergemeinschaft zu bilden, scheiterte mit dem Zweiten Weltkrieg. Heute existiert neben den Vereinten Nationen eine Vielzahl weiterer internationaler Organisationen. Eine Besonderheit stellt die Europäische Union dar, die ein höheres Integrationsniveau als eine klassische internationale Organisation aufweist, aber trotzdem kein föderaler Staat ist.

## Zentrale politische Begriffe
- Kategorien: Macht, Konflikt, Herrschaft, Ordnung, Frieden
- Prinzipien: Freiheit, Gleichheit, Solidarität, Emanzipation, Partizipation, Legitimität, Futurismus,
- Bedingungen: Gesellschaft, Kapitalismus, Interdependenz, Pluralismus, Anthropologie, Sozialstruktur, Parteiensystem
- Institutionen: Staat, Verfassung, Gesetz, Partei, Parlament, Regierung, Demokratie, Wahlen, Rechtsstaat, Souveränität, Opposition, Herrschaft, Gewaltenteilung, Grundrechte, Bürokratie, Föderalismus, Ritual

## Politische Systeme und Ideologien
Anarchismus – Autoritarismus – Christdemokratie – Demokratie – Diktatur – Faschismus – Institutionalismus – Kapitalismus – Kommunismus – Kommunitarismus – Konservatismus – Kontextualismus – Politischer Liberalismus – Neoliberalismus – Marxismus – Nationalismus – Nationalsozialismus – Parlamentarismus – Sozialdemokratie – Sozialismus – Totalitarismus

## Klassische politische Denker
Platon – Aristoteles – Niccolò Machiavelli – Baruch de Spinoza – Jean Bodin – Hugo Grotius – Charles de Montesquieu – Jean-Jacques Rousseau – Thomas Hobbes – John Locke – John Stuart Mill – Karl Marx – Michail Bakunin – Max Weber – John Rawls – Hannah Arendt